# Rafael Escobar Obrero
Rafael Escobar Obrero (Córdoba, 12 de agosto de 1969) es un entrenador español de fútbol.

## Trayectoria[1]
Su carrera como entrenador comenzó muy pronto, a los 23 años se hizo cargo del Séneca C.F. de su Córdoba natal para en tan solo 3 temporadas ascenderlo de la Liga Nacional Juvenil a la División de Honor Juvenil y hacerlo campeón de esta última la temporada 1994-95.
Tras este fulgurante inicio de carrera, tomó las riendas del Atlético Lucentino para ascenderlo a Tercera División en su primera temporada al frente (1995-96) y tras dos campañas más en las que mantuvo la categoría con solvencia, comenzó la que sería su primera etapa en la Real Balompédica Linense siendo cesado a falta de 6 jornadas para la conclusión de la fase regular de la liga a pesar de haber cosechado un récord durante las primeras 27 jornadas de la temporada 1998-99 como equipo menos goleado de Europa y tras una mala racha de 5 partidos sin ganar, aun así dejando al equipo líder del grupo X de Tercera División. 
Las dos siguientes temporadas dirigió al Montilla Club de Fútbol y al Club Deportivo Pozoblanco, logrando en ambas temporadas la permanencia del club en el grupo X de Tercera División.

La temporada 2001-02 entrenó al Arcos Club de Fútbol en la extinta categoría de Regional Preferente Sénior Andaluza, consiguiendo la permanencia.
La temporada 2002-03 no pudo ir mejor, logrando la permanencia después de 32 años en el grupo X de Tercera División con el Serrallo C.F. de Ceuta. La temporada siguiente repetiría logro.

La temporada 2004-05 es la de su segunda etapa en la Real Balompédica Linense. Acaba en cuarta posición, en posiciones de Playoffs de Ascenso a Segunda División B, cayendo derrotados en primera ronda frente al, ya desaparecido, Mérida Unión Deportiva.
En la temporada 2005-06 comenzaría un periplo de tres campañas en el Puerto Real Club de Fútbol donde tras lograr la permanencia las dos primeras temporadas, sería cesado en la jornada 13 de la temporada 2007-08 siendo líder del grupo X de Tercera División.
Tras este cese, la temporada siguiente no entrenaría pero volvió con más fuerza en la Unión Deportiva Los Barrios, siendo contratado a mitad de la temporada 2009-10 y consiguiendo sacar al equipo del descenso para clasificarlo en 7ª posición a final de la misma en el grupo X de Tercera División.
En la temporada 2010-2011 comenzaría su tercera etapa en la Real Balompédica Linense, que a la postre vendría cargada de éxitos. Esta primera temporada consiguió el tan ansiado ascenso a Segunda División B siendo campeón del grupo X de Tercera División y derrotando en la eliminatoria de Fase de Ascenso al Club Deportivo Tudelano, con una remontada de la eliminatoria en el partido de vuelta disputado en el Estadio Municipal de La Línea de la Concepción que acabó con victoria por 4-0 llevando el delirio a los aficionados linenses que abarrotaban las gradas ese día.
La siguiente temporada sería aún mejor, logrando el segundo puesto al final de temporada tras el Cádiz Club de Fútbol y clasificándose para la Promoción de ascenso a Segunda División. Tras una primera eliminatoria en la que se superó a la Sociedad Deportiva Amorebieta, cayeron en segunda ronda frente al Club Deportivo Tenerife en un partido de vuelta lleno de polémicas disputado en el Estadio Heliodoro Rodríguez López. La temporada 2012-13 acabarían en sexta posición, clasificándose para la Copa del Rey. 
Las dos siguientes temporadas acabarían en 7ª y 6ª posición, respectivamente logrando la clasificación para la Copa del Rey ambas temporadas. La que, posteriormente, sería su última temporada en la Balona empezó de manera inmejorable, derrotando sucesivamente a Real Club Recreativo de Huelva, Club de Fútbol Talavera de la Reina y Club Deportivo Ebro para alcanzar los dieciseisavos de final de la Copa del Rey 2015-16. El sorteo deparó un enfrentamiento contra el Athletic Club, que acabó en derrota 8-0 en el global de la eliminatoria pero la afición de La Línea de la Concepción pudo disfrutar de un equipo histórico de nuestro país en la ciudad y de un campo mítico como es el Estadio de San Mamés en el partido de vuelta. Después de esta experiencia copera, la temporada empezaría a complicarse y finalmente fue cesado del cargo antes del final de la misma.
En la jornada 9 de la temporada 2016-17 fue contratado de nuevo para intentar salvar a la Unión Deportiva Los Barrios del descenso en el grupo X de Tercera División, consiguiendo remontar hasta la 12.ª posición final. Comenzó la temporada 2017-18 en el Arcos Club de Fútbol, siendo cesado en la jornada 2. Esa temporada no podía volver a entrenar, por reglamento. Así pues, la Unión Deportiva Los Barrios lo contrató como director deportivo.
La temporada 2018-19 no la comienza en el banquillo de ningún club pero tras un inicio desastroso de la Unión Deportiva Los Barrios con 1 victoria y 4 derrotas en los primeros 5 partidos del grupo X de Tercera División incluida la última por 7-0 contra Betis Deportivo Balompié, fue contratado de nuevo para intentar revertir la situación. A fecha de 3 de febrero, en sus 22 partidos al frente del club ha logrado 14 victorias por solo 1 derrota situándose momentáneamente en 4° puesto. El 6 de febrero de 2019 se confirma su marcha del club gualdiverde y su fichaje por el Europa F.C. de la Primera División de Gibraltar.
El 28 de marzo de 2022, es destituido como entrenador del Europa Football Club de la Primera División de Gibraltar, por discrepancias con la cúpula de la entidad a pesar de que el equipo es segundo en la tabla y se ha clasificado para las semifinales de la Copa.
El 16 de octubre de 2022, firma por la Real Balompédica Linense de la Primera Federación, sustituyendo al destituido Alberto Monteagudo.
El 10 de abril de 2023, es despedido como entrenador la Real Balompédica Linense tras caer a puestos de descenso tras empatar ante el CF Talavera.
El 6 de febrero de 2024 firma con la Unión Deportiva San Pedro de División de Honor Andaluza. Tras quedarse sin ascenso en la última jornada, el técnico es destituido.
El 31 de enero de 2025 firma con el Club Deportivo Egabrense, segundo clasificado de Primera División Andaluza.

## Clubes
| Club                        | País      | Año         |
| --------------------------- | --------- | ----------- |
| Séneca C.F.                 | España    | 1992 - 1995 |
| Atlético Lucentino          | España    | 1995 - 1998 |
| Real Balompédica Linense    | España    | 1998 - 1999 |
| Montilla Club de Fútbol     | España    | 1999 - 2000 |
| Club Deportivo Pozoblanco   | España    | 2000 - 2001 |
| Arcos Club de Fútbol        | España    | 2001 - 2002 |
| Serrallo C.F.               | España    | 2002 - 2004 |
| Real Balompédica Linense    | España    | 2004 - 2005 |
| Puerto Real Club de Fútbol  | España    | 2005 - 2007 |
| Unión Deportiva Los Barrios | España    | 2010        |
| Real Balompédica Linense    | España    | 2010 - 2016 |
| Unión Deportiva Los Barrios | España    | 2016 - 2017 |
| Arcos Club de Fútbol        | España    | 2017        |
| Unión Deportiva Los Barrios | España    | 2018 - 2019 |
| Europa Football Club        | Gibraltar | 2019 - 2022 |
| Real Balompédica Linense    | España    | 2022 - 2023 |
| Unión Deportiva San Pedro   | España    | 2023 - 2024 |
| Club Deportivo Egabrense    | España    | 2025 -      |

## Palmarés

### Campeonatos nacionales
| Título          | Club        | País      | Año  |
| --------------- | ----------- | --------- | ---- |
| Rock Cup        | Europa F.C. | Gibraltar | 2019 |
| Copa Pepe Reyes | Europa F.C. | Gibraltar | 2019 |